# Massa critica (fisica)

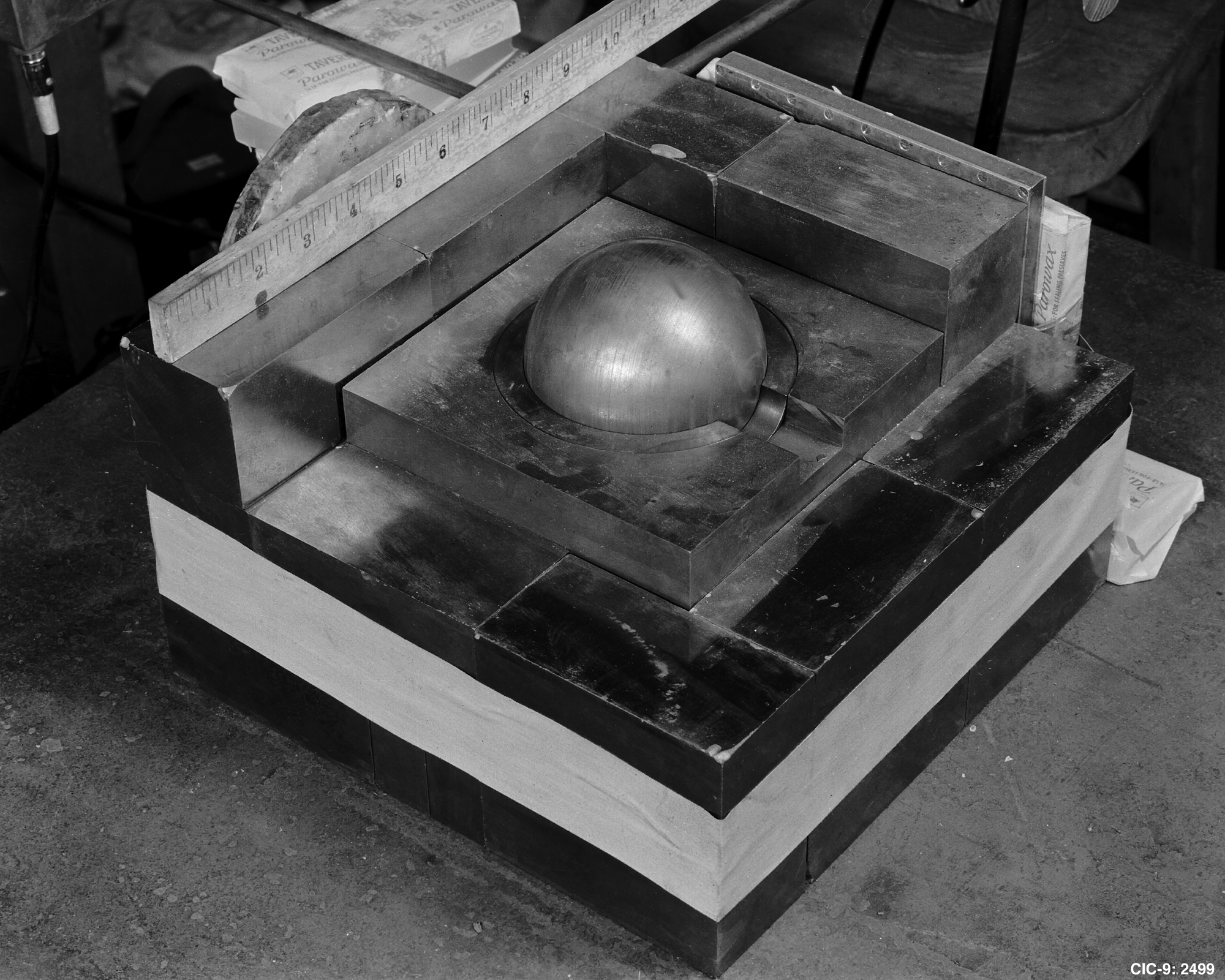
Una sfera (simulata) di plutonio circondata da un riflettore di neutroni di carburo di tungsteno.

In fisica nucleare con il termine massa critica di un materiale fissile si indica la quantità di tale materiale necessaria affinché una reazione nucleare a catena possa sostenersi in maniera autonoma. 
In questa condizione, detta di criticità, nel caso della fissione nucleare il naturale decadimento radioattivo del materiale fissile determina l'avvio spontaneo di una reazione a catena che si autosostenta a partire dai neutroni rilasciati dai precedenti eventi o processi di fissione, con conseguente emissione di grandi quantitativi di energia e radiazioni ionizzanti. 
Questa condizione fisica è dunque necessaria e sufficiente in campo energetico per il funzionamento dei reattori nucleari ed una condizione minimale a partire dalla quale è possibile ottenere esplosioni atomiche con le relative armi atomiche. 

## Storia
Pur profilandosi come una circostanza estremamente rara in natura, una particolare conformazione geologica e infiltrazioni di acqua ha potuto determinare la criticità di un giacimento, come avvenuto milioni di anni fa in una miniera di uranio situata nella zona del fiume Oklo, nel Gabon. Questa circostanza non è più possibile con le attuali concentrazioni di uranio 235 nell'uranio liberamente presente in natura, infatti le attuali concentrazioni, ridottesi a causa del decadimento, non permettono una configurazione critica con la presenza di acqua come moderatore dei neutroni.
La sottovalutazione di questo fondamentale principio di fisica nucleare e il non rispetto delle norme di sicurezza da esso derivanti sono stati anche alla base di un tipo di incidente nucleare detto incidente di criticità avvenuto in una fabbrica di combustibile nucleare a Tokaimura in Giappone.

## Descrizione
La massa critica di un materiale fissile dipende naturalmente dalle proprietà nucleari (per esempio la sezione d'urto per la fissione), e dalle proprietà fisiche (in particolare la densità), la forma e la purezza (materiali impuri contengono assorbitori neutronici). Circondare il materiale fissile con un riflettore di neutroni riduce la massa necessaria, mentre miscelare al fissile un assorbitore neutronico la fa aumentare: infatti il riflettore diminuisce le fughe di neutroni verso l'esterno concentrandole sul materiale fissile mentre al contrario l'assorbitore riduce il numero di neutroni disponibili per la reazione a catena.

### Livelli di criticità
Un reattore nucleare in cui la reazione a catena può manifestarsi in condizioni stazionarie è chiamato critico e si dice che ha ottenuto la criticità. In un tale complesso, senza un nuovo ingresso di neutroni generati per esempio da una fissione spontanea, la reazione si sostiene da sola e nel caso nel sistema vengano introdotti neutroni da una sorgente esterna il tasso di reazione (fissioni per unità di tempo) aumenta linearmente.
Un reattore che ha una costante di moltiplicazione effettiva maggiore di 1 è chiamato supercritico: in queste condizioni il tasso di reazione cresce esponenzialmente nel tempo e la reazione si propaga in maniera incontrollata come nel caso degli ordigni atomici. Di fatto questa particolare condizione è assolutamente da evitare nei reattori nucleari a fissione per ovvi motivi di sicurezza. Si evita la supercriticità del reattore tramite opportuno dimensionamento della quantità di combustibile nucleare all'interno del nocciolo o nucleo o attraverso il moderatore della reazione o le barre di controllo.
Un reattore si dice invece prontocritico quando può sostenere una reazione a catena col solo contributo dei neutroni pronti. I neutroni si dividono in pronti, emessi in seguito alla fissione, e ritardati. Ogni complesso prontocritico è destinato ad esplodere se non è portato rapidamente sotto la criticità pronta.
Infine se il complesso è meno che critico, allora con un costante ingresso di nuovi neutroni liberi la reazione può arrivare ad uno stato costante e il complesso si dice invece subcritico. Ne è un esempio il reattore subcritico Rubbiatron.
La dimostrazione che un complesso supercritico non è necessariamente un prontocritico è attribuita a Enrico Fermi e consente la costruzione di reattori nucleari usando una reazione a catena di fissione.